# Chimica occulta
Chimica occulta è un libro pubblicato per la prima volta ad Adyar nel 1908 da Annie Besant e Charles Webster Leadbeater, esponenti di spicco della Società Teosofica fondata da Helena Petrovna Blavatsky. Seguito da due riedizioni, nel 1919 a cura di Alfred Percy Sinnett, e nel 1951 ad opera di Curuppumullage Jinarajadasa, contiene il resoconto delle osservazioni occulte effettuate dai due teosofi tra il 1895 e il 1933 con l'utilizzo del cosiddetto terzo occhio sulla natura ultima degli elementi, ravvisando una profonda connessione a livello chimico tra energia e materia, in un'ottica affine all'alchimia.
«Il libro consiste sia in descrizioni coordinate e illustrate di presunte controparti eteriche degli atomi degli elementi chimici allora conosciuti, che in altre esposizioni sulla fisica occulta». In esso si sostiene come la materia in apparenza piena corrisponda in realtà ad un vuoto nel sostrato dello spirito.

## Storia e fortuna del libro
Già nel 1878 il fisico e occultista americano Edwin Dwight Babbitt (1829-1905) aveva pubblicato The principles of light and color (I principi della luce e del colore) in cui descriveva l'atomo come un minuscolo vortice di energia da lui ritenuto il più elementare componente della materia.
Tramite le loro capacità di chiaroveggenza, Besant e Leadbeater confermarono sostanzialmente col loro libro Chimica occulta il modello atomico di Babbitt, da loro denominato col termine sanscrito Anu.
Più tardi, verso il 1970, sarebbe stato un giovane fisico di nome Stephen Phillips a interessarsi alla chimica occulta di Besant e Leadbeater, scoprendo che costoro avevano descritto con precisione il numero delle particelle infinitesimali oggi chiamate quark, i componenti dei protoni scoperti molto tempo dopo la loro morte. L'Anu di cui avevano parlato i due veggenti, inoltre, ossia l'elemento ultimo della materia, fu identificato da Phillips con i sub-quark, e da lui rinominato UPA (cioè Ultimate Physical Atom).

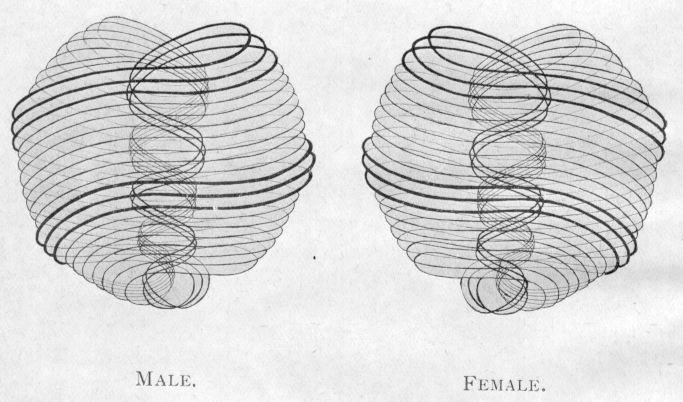
Raffigurazione delle due tipologie di «Anu», uno positivo, l'altro negativo

Di duplice natura, positiva e negativa, l'Anu è per i due teosofi il responsabile del costituirsi degli stati di materia e dell'anti-materia, attraverso un movimento rotatorio che nell'Anu positivo fa scorrere verso l'esterno le sue energie creative, generando la realtà fisica, mentre l'Anu negativo sottrae la materia riconvertendola in anti-materia e inviandola verso l'Etere, cioè lo spazio omogeneo di energia che tutto pervade, detto anche koilon, che significa "vuoto".
Ogni Anu è attraversato da linee luminose assimilati da Phillips alla teoria delle superstringhe: esso appariva infatti ai veggenti composto di 10 spirali filiformi, fatte ognuna di 1680 spirillae più piccole. Ogni spirilla conterrebbe a sua volta sette ordini di spirillae ancora più piccole, finché l'ultimo di essi consisterebbe di sette bolle o vortici nel koilon: si tratterebbe di buchi vorticanti nell'etere, da cui si origina tutta la materia, che risulterebbe dunque riempita di questi punti che per il koilon corrispondono in realtà a dei vuoti. Tutti gli Anu o sub-quark sono dunque tutt'altro che compatti, essendo formati da circa 14 milioni di bolle nel koilon etereo, o bolle di schiuma subquantica.
L'etere, questo mitologico medium respirato dagli dei dell'Olimpo, che impregna gli spazi cosmici, era stato messo al bando da Einstein e tuttavia sostituito dagli scienziati con la teoria del campo di Higgs per spiegare il modo in cui si origina la massa dei corpi. Si è continuato pertanto ad avvertire la necessità di un vacuum dello spazio quale è appunto il campo di Higgs che riempia il vuoto trascinando la materia e rendendola pesante grazie alla cosiddetta "particella di Dio" o bosone Higgs.

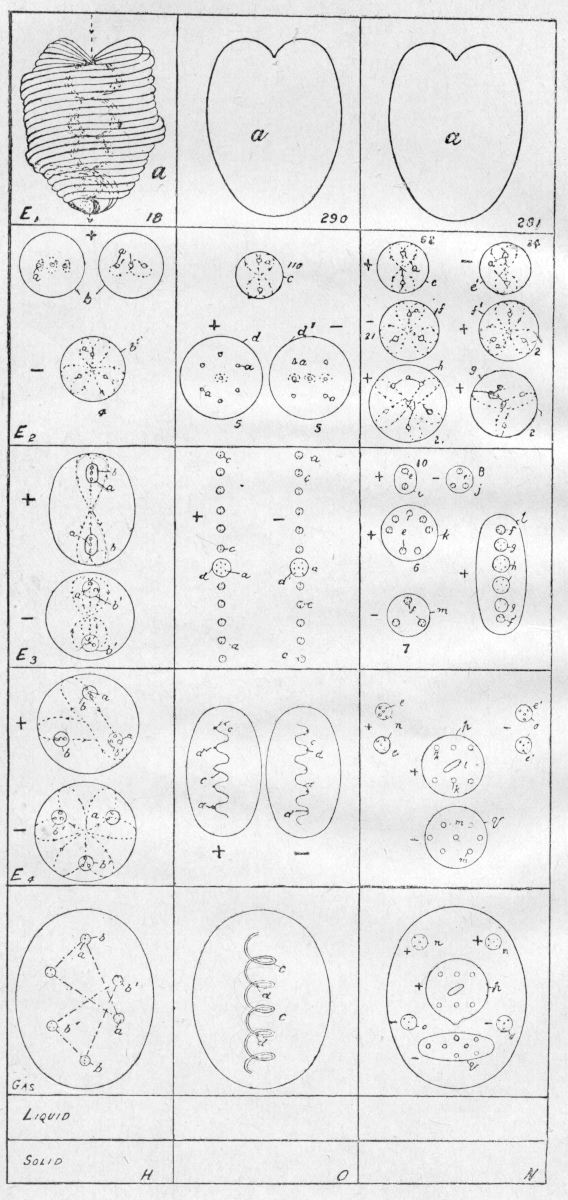
Progressiva dissezione e ingrandimento degli atomi di idrogeno, ossigeno e azoto a partire dal loro stato gassoso

Le conclusioni di Besant e Leadbeater furono in seguito confermate da alcuni esperimenti condotti nel 1924 dall'esoterista Geoffrey Hodson, e nei primi anni novanta da un altro chiaroveggente, Ron Cowen, secondo cui non solo l'UPA ma anche l'elettrone consistono di flussi toroidali, costellati di anelli simili ai buchi nel koilon descritti dai due teosofi.

### Traduzioni italiane
- Annie Besant e Charles W. Leadbeater, Chimica occulta: osservazione degli elementi chimici tramite la chiaroveggenza (PDF), traduzione di M. L. Kirby, Torino, Edizioni Gnosi, 1921,  pp. 127, 24 tavole.